# Turnês de Justin Bieber

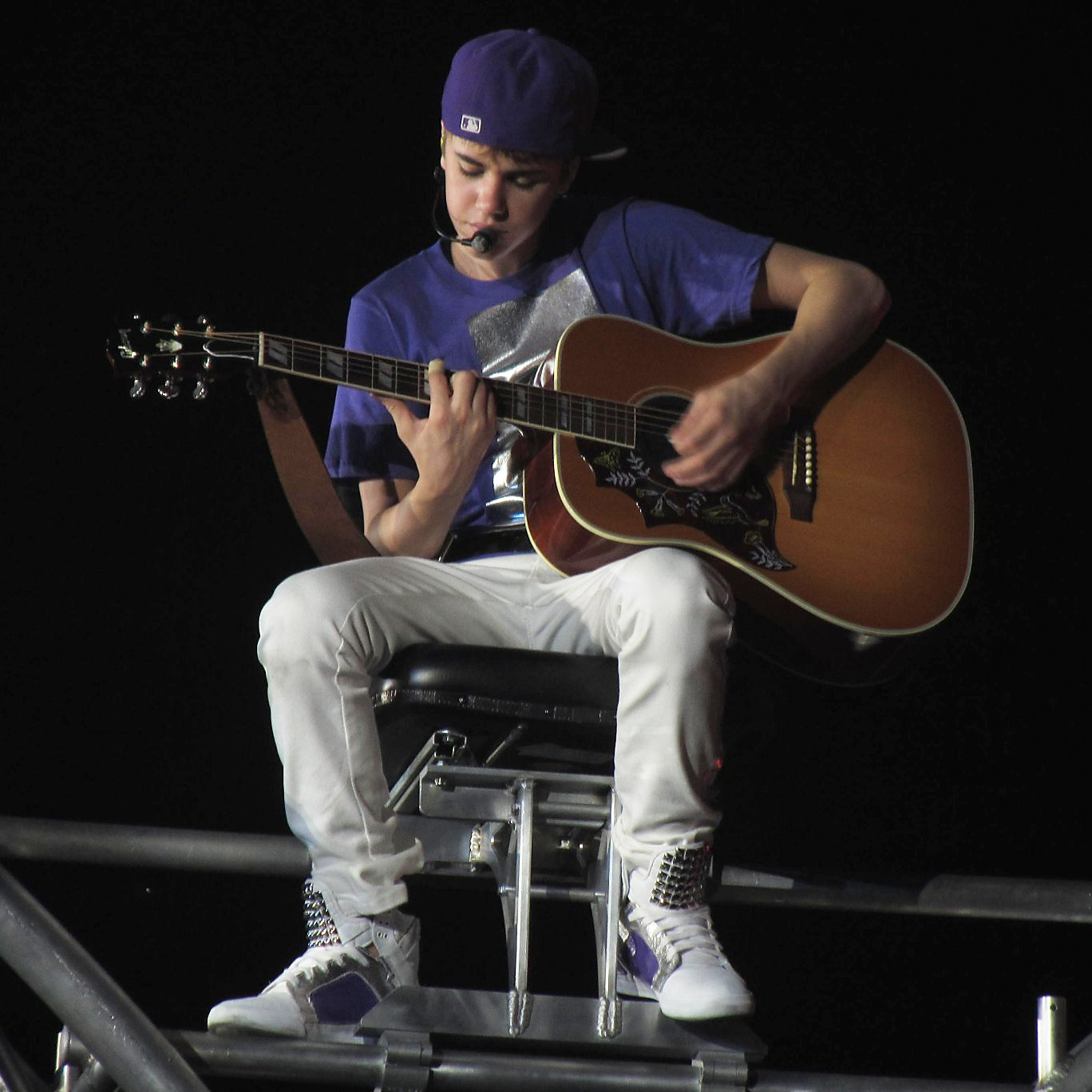
Justin Bieber se apresentando em Zurique, Suíça na My World Tour.

As turnês de Justin Bieber já percorreram vários países. Bieber já fez mais de 250 shows em três turnês oficiais desde o início de sua carreira profissional. Os Estados Unidos é o país que mais recebeu shows de Justin, seguido por Canadá, Reino Unido e Austrália.
A turnê de estreia de Justin, Urban Behavior Tour, foi uma turnê promocional patrocinada pela Urban Bahavior que tinha como finalidade publicar seu álbum de estreia intitulado My World. Nessa turnê, Justin fez apenas 5 shows pelas principais cidades do Canadá que teve início na cidade de Vancouver em 1 de novembro de 2009 e terminou em 6 de novembro de 2009 em Toronto. O show que deveria acontecer em Vancouver foi adiado pois Justin estava doente mas ele foi remarcado para janeiro de 2010.
Em 13 de março de 2010, foi anunciada uma nova turnê de Bieber que teria como álbuns base o My World e o mais recente álbum de Justin, My World 2.0. A My World Tour é a maior turnê de Justin até o momento, foi dividida em três partes e teve um total de 130 shows, 81 apresentações na primeira parte que foi nos Estados Unidos e Canadá e teve início em 23 de junho de 2011 na cidade de Hartford nos Estados Unidos e terminou em 23 de dezembro de 2010 em Atlanta. A segunda parte da turnê, teve 39 shows pela Europa, Ásia e Oceania e começou no início de março de 2011 e teve uma pausa de 4 meses. Em 4 de agosto de 2011, foram divulgadas no fã clube oficial de Bieber, as datas oficiais da terceira parte da turnê que começará em 30 de setembro de 2011 no México e já tem até o momento dez concertos confirmados na primeira ida de Justin a América do Sul, sendo eles no Brasil, Argentina, Chile, Peru e Venezuela. O documentário em 3D intitulado Justin Bieber: Never Say Never, teve sua parte principal, que foi o show apresentado no filme, filmado no Madison Square Garden, em Nova Iorque durante a primeira parte da My World Tour."

## Turnês
| Ano(s) | Título             | Duração | Número de apresentações |
| --- | ------------------ | --- | ----------------------- |
| 2010-2011 | My World Tour      | 23 de junho de 2010 – 19 de outubro de 2011 (América do Norte, Europa, Ásia, Oceania, América do Sul)            | 130                     |
| A primeira turnê mundial de Bieber, teve como álbuns base My World e My World 2.0 e contou com 130 apresentações oficiais em cinco continentes. A turnê foi dividida em três partes: a primeira teve início em 23 junho de 2010 em Hartford, Connecticut e passou pelos Estados Unidos e Canadá, terminando em 23 de dezembro do mesmo ano em Atlanta. Com o total de oitenta e um concertos, foi a parte mais longa da turnê. A segunda parte, que recebeu o nome de My World Tour 2011, marcou a estreia mundial do cantor, iniciando-se em 4 de março de 2011 em Birmingham, no Reino Unido e passando por diversos países da Europa, Ásia e Oceania ao longo de três meses. A última apresentação ocorreu em Tóquio no dia 18 de maio. A terceira e última parte começou pouco mais de cinco meses depois com três apresentações no México, seguida da passagem de Bieber pela primeira vez na América do Sul. A My World Tour terminou oficialmente no dia 19 de outubro de 2011 em Caracas, Venezuela. A turnê também conta com a participação de alguns artistas como Usher, Drake e Ludacris durante a música "Baby", Will e Jaden Smith durante "Never Say Never e Miley Cyrus em "Overboard". Além de shows de abertura de Sean Kingston, Jessica Jarrell, Jasmine Villegas e o grupo feminino The Stunners na primeira e na segunda parte e The Wanted e Cobra Starship na terceira. |                    | |                         |
| 2012-2013 | Believe Tour       | 29 de setembro de 2012 – 8 de dezembro de 2013 (América do Norte, Europa, Ásia, África, América Latina, Oceania) | 156                     |
| É a segunda turnê mundial de Bieber, e tem o álbum Believe como base. As primeiras datas da turnê foram divulgadas oficialmente cerca de um mês antes do lançamento do álbum, em 23 de maio de 2012, com quarenta e seis datas já agendadas apenas na América do Norte. A 2 de julho de 2012, a rádio Capital FM anunciou que o canadense faria mais seis concertos no Reino Unido, que ocorreriam antes da ida do cantor para a Alemanha, entre 21 de fevereiro e 4 de março. Os ensaios começaram no final de julho de 2012, em Long Beach, Califórnia. Bieber e seus dançarinos realizaram 10 horas de ensaios todos os dias. A turnê começou na cidade de Glendale, no Arizona. Sua estreia parou em várias manchetes após o cantor passar mal durante o show. As performances de "Out of Town Girl" e de "Beauty and a Beat" precisaram ser interrompidas após Bieber vomitar duas vezes no palco. O cantor declarou mais tarde que o motivo de ter passado mal foi o leite que tomou momentos antes do concerto se iniciar. Cerca de duas semanas depois das datas da turnê serem oficialmente publicadas, o empresário do cantor, Scooter Braun, escreveu em sua conta no microblog Twitter que todos os mais de quinhentos mil ingressos para a América do Norte haviam se esgotado em apenas uma hora, o que levou a adição de um segundo show extra no Madison Square Garden, que se esgotou em cerca de trinta segundos. Em matéria divulgada pelo site Emirates247, foi revelado que em três dias já haviam sido vendidos vinte e cinco mil ingressos para a apresentação de Bieber em Dubai, Emirados Árabes Unidos, e que no dia que as entradas foram postas á venda, quinze mil ingressos já haviam se esgotado na pré-venda. Como atração de abertura, foram confirmados os cantores Cody Simpson e Carly Rae Jepsen, além de haverem rumores de que a boyband The Wanted também possa abrir os shows de Bieber durante sua passagem na Europa. |                    | |                         |
| 2016-2017 | Purpose World Tour | 9 de março de 2016 – 2 de julho de 2017 (América do Norte, Ásia, Europa, Oceania, América Latina, África)        | 162                     |
| É a terceira turnê mundial de Bieber, em apoio o seu quarto álbum de estúdio, Purpose. A turnê começou no dia 9 de março de 2016, em Seattle, Washington e é programado para terminar em 29 de Novembro, 2016, em London. A turnê foi anunciada no dia 1 de novembro de 2015, no The Ellen DeGeneres Show. Nesse mesmo dia, cinquenta e oito datas nos United States e Canada foram revelados no site do cantor. Devido a uma grande demanda, shows adicionais foram adicionados em Los Angeles, Atlanta, Philadelphia, Boston, Miami e New York City, totalizando 64 shows. Durante alguns shows da turnê, Bieber apresenta "One Less Lonely Girl", a primeira apresentação da música foi em Vancouver, em 11 de março de 2016. Em 13 de março de 2016, durante a passagem da turnê por Portland, Bieber apresentou pela primeira vez uma canção inédita, provisoriamente conhecida como "Insecurities". Como atos de abertura dos shows na América do Norte, foram confirmados Corey Harper, Moxie Raia e Post Malone, tanto nos Estados Unidos como no Canadá. |                    | |                         |
| 2020 | Changes Tour       | 14 de maio de 2020 – 26 de setembro de 2020 (América do Norte)                                                   | 45                      |
| Será a quarta turnê do cantor, em suporte ao seu quinto álbum de estúdio, Changes. A turnê terá início em 14 de maio de 2020 no CenturyLink Field em Seattle, Estados Unidos, com término previsto para 26 de setembro de 2020 no MetLife Stadium em East Rutherford, Estados Unidos, com 45 shows. |                    | |                         |

## Promocionais
| Ano(s) | Título              | Duração                                                 | Número de apresentações |
| --- | ------------------- | ------------------------------------------------------- | ----------------------- |
| 2009 | Urban Behavior Tour | 1º de novembro de 2009 – 6 de novembro de 2009 (Canadá) | 5                       |
| Foi a primeiro turnê de Justin, que passou apenas pelo Canadá e tinha a finalidade de publicar seu EP de estreia, My World. Em seis dias, ele realizou todas as cinco apresentações, exceto a que aconteceria em Vancouver, que foi remarcada para janeiro do próximo ano. A turnê teria início em 1º de novembro de 2009 em Vancouver. Ela também passou por Edmonton onde Justin se apresentou no West Edmonton Mall e em London no White Oaks Mall. O último show da turnê foi feito na cidade de Toronto no Vaughan Mills em 6 de novembro de 2009. |                     |                                                         |                         |

## Atos de abertura
| Ano(s) | Título        | Duração                                                                            | Número de apresentações |
| --- | ------------- | ---------------------------------------------------------------------------------- | ----------------------- |
| 2009-2010 | Fearless Tour | 23 de abril de 2009 – 5 de junho de 2010 (América do Norte, Europa, Oceania, Ásia) | 118                     |
| Justin se apresentou em apenas alguns shows durante a turnê Fearless Tour, onde abriu dois shows na turnê da cantora country Taylor Swift, sendo eles nos dias 23 e 24 de novembro de 2009 nas cidades de Londres e Manchester, ambos no Reino Unido. |               |                                                                                    |                         |